# Папуга-червоногуз сивоголовий
Папу́га-червоногу́з сивоголовий (Pionus seniloides) — вид папугоподібних птахів родини папугових (Psittacidae). Мешкає в Андах. Раніше вважався конспецифічним з пурпурововолим папугою-червоногузом.

## Опис

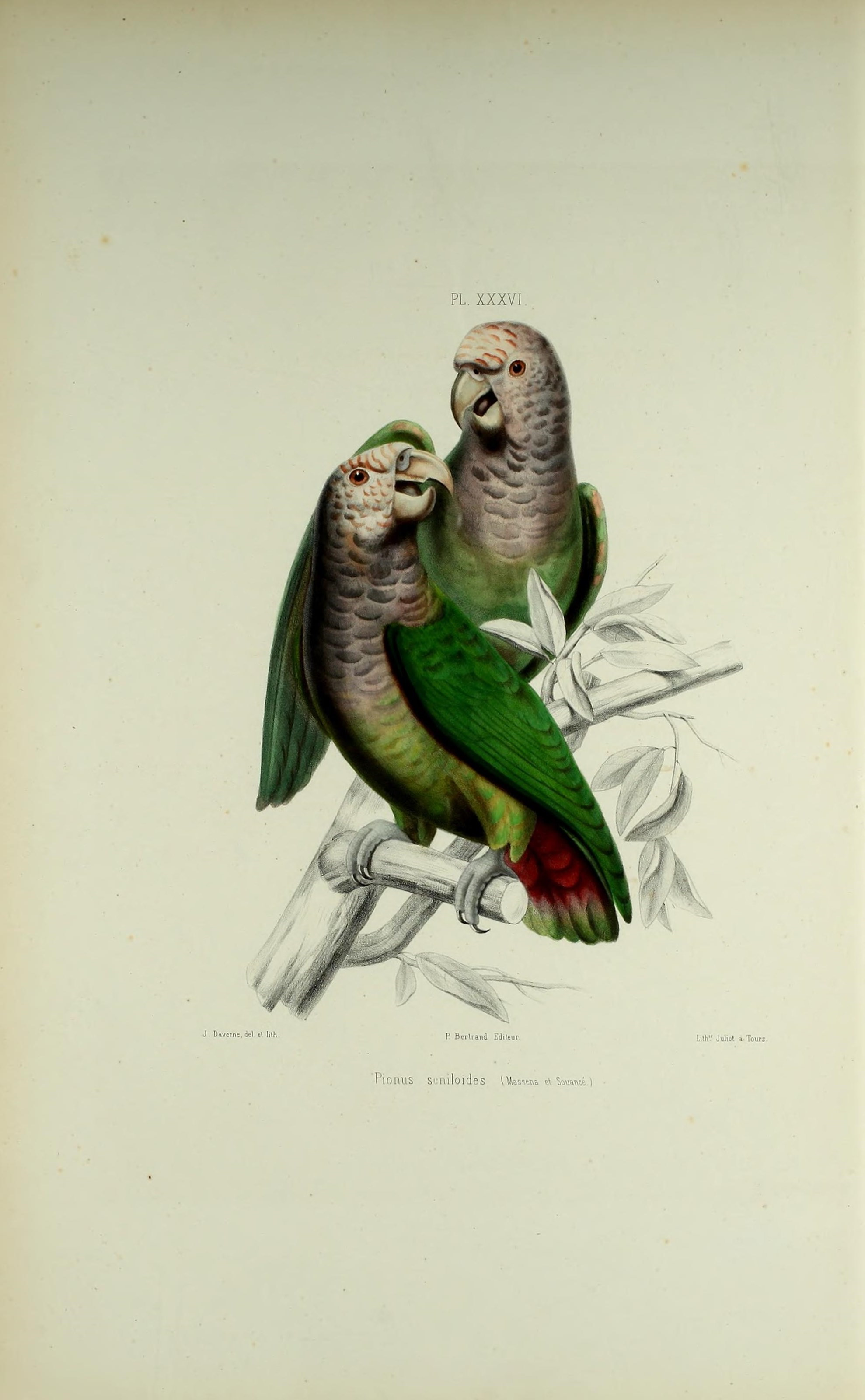
Сивоголові папуги-червоногузи

Довжина птаха становить 30 см. Забарвлення переважно зелене, нижня частина тіла блідіша. Пера на лобі і передній частині тім'я сірувато-білі з оранжево-червоними кінчиками. Пера на тімені, потилиці і шиї з боків сірувато-сині з чорно-фіолетовими краями, біля основи білі. Пера на задній частині шиї рожевувато-білі. Пера на скронях темно-сірі з рожевим центром. Обличчя і щоки білі, пера на них мають сірі краї, окремі пера на щоках оранжево-червоні. Горло рожеве, груди рожевувато-лілові, живіт коричневий. Нижні покривні пера хвоста червоні. Стернові пера зелені, крайні стернові пера мають тьмяно-фіолетово-сині кінчики, біля основи вони червоні. Нижня сторона крил тьмяно-зелена. Очі карі, навколо очей сірі кільця, дзьоб блідо-оливково-жовтий, лапи зеленувато-сірі.
Виду не притаманний статевий диморфізм. У молодих птахів пера на голові зелені, біля основи білі, пера на тімені мають тьмяно-зелені краї, пера на горлі зелені з тьмяним рожево-ліловим центром.

## Поширення і екологія
Сивоголові папуги-червоногузи мешкають в Андах на території західної Венесуели (Кордильєра-де-Мерида), Колумбії, Еквадору і північного Перу. Вони живуть у вологих гірських і хмарних тропічних лісах, на висоті від 1900 до 3000 м над рівнем моря, іноді на висоті 1250 м над рівнем моря. Зустрічаються зграйками від 10 до 20 птахів в кронах дерев. Живляться плодами, ягодами, насінням і квітами. Гніздяться в дуплах дерев.